# Chilcuautla
Chilcuautla là một đô thị thuộc bang Hidalgo, México. Năm 2005, dân số của đô thị này là 15284 người.